# 谷歌
谷歌（中国語読み：グーガー、拼音: Gŭgē）は、Googleの中華人民共和国でのブランド名。

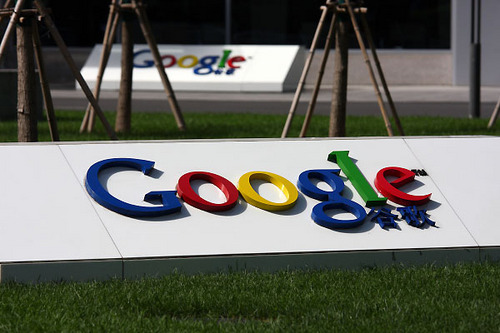
Google China 本部

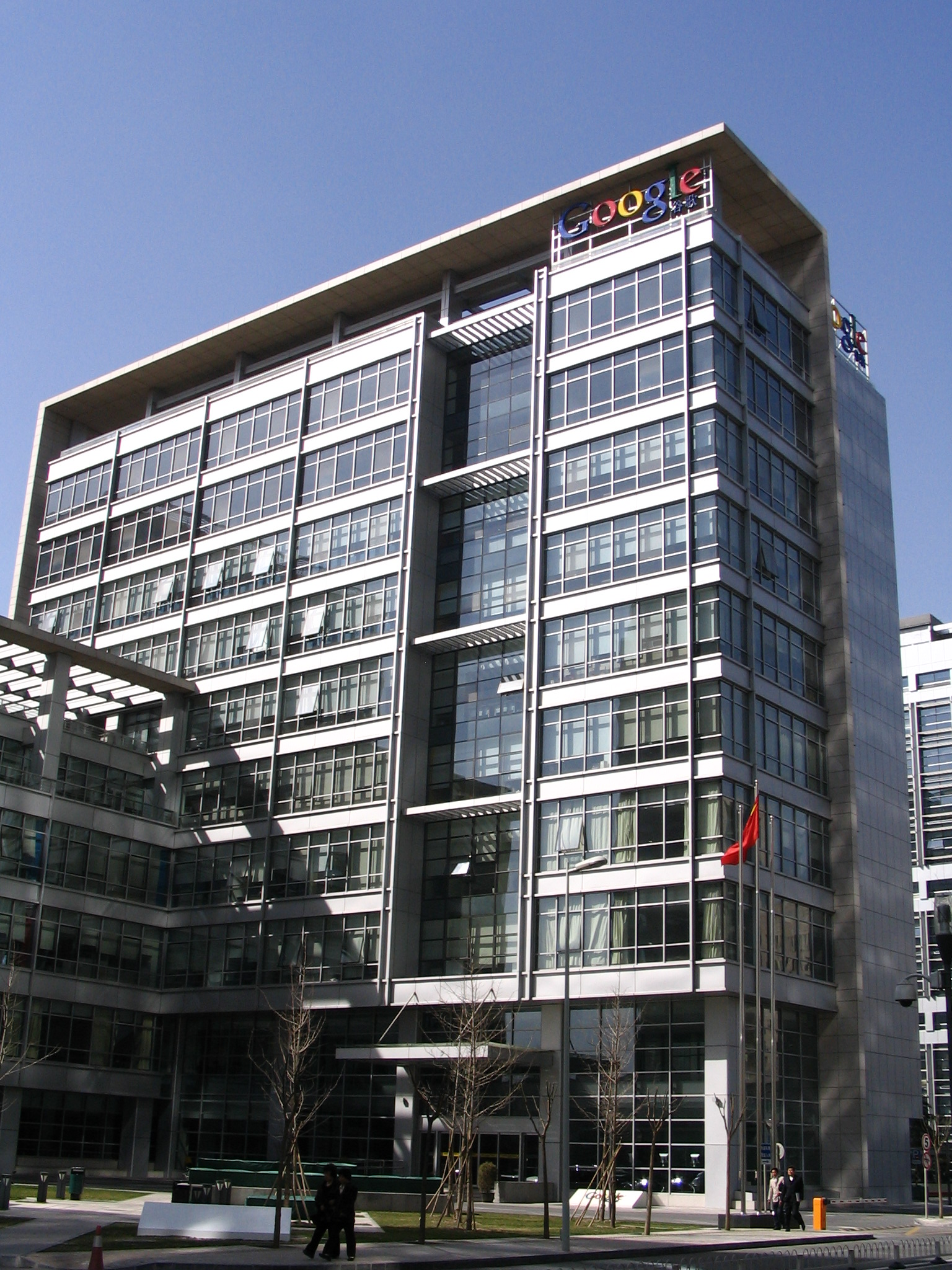
北京市、清華サイエンスパークの旧Googleオフィスビル（科建ビル）

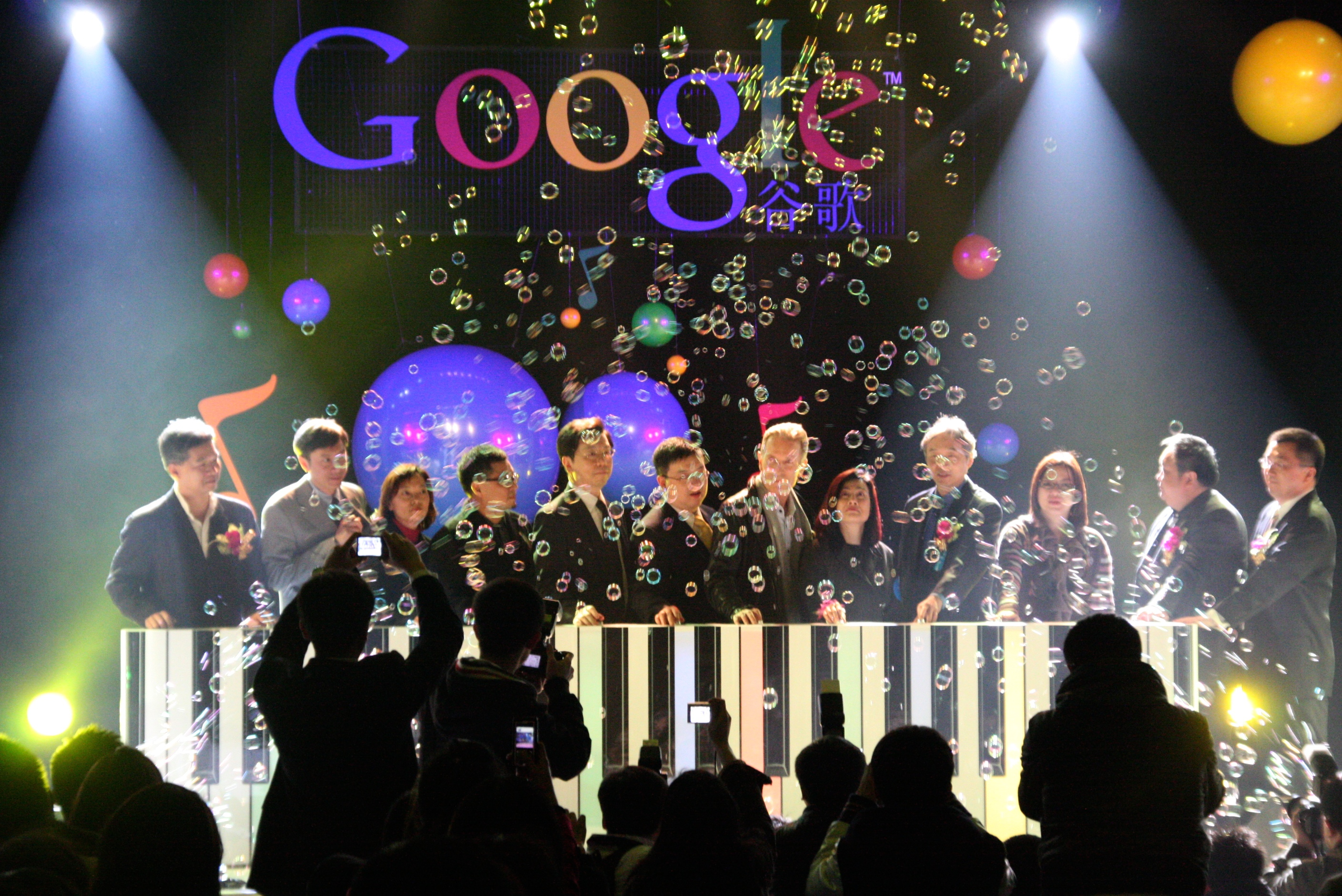
Googleローカライズ製品「Google音樂」リリースイベント

## 概要
Google ChinaはGoogleの子会社でありかつて人気のある検索エンジンであったが、中華人民共和国のネット検閲システムの「グレート・ファイアウォール」によってほとんどのサービスがブロックされた。
2010年にすべてのサービスを中国版から香港版に自動リダイレクトし提供していたが中止され、現在中国版のページには香港版へのリンクが設置されている。
2013年11月までに、検索市場シェアは2009年8月の36.2％から1.7％に低下した。2020年7月には少し上昇し、3.8%となった。
米グーグルは、中国への検索事業を再参入する計画が進められていたが、中国再参入を事実上凍結する事が分かった。中国への再参入を断念したわけではないという。

## 歴史

### サービス開始
2006年4月12日に、中華人民共和国の北京市で開かれた記者会見で発表された。なお中華人民共和国では「谷歌」と表記されるが、この場合の「谷」は「穀」の簡体字に相当する。なお同国内では中国共産党政府による検閲が行われていたが、これをグーグルは順守したために、検索結果に中国共産党の主張に反するサイトは表示されなかったことから、表現と報道の自由が保障されたアメリカの政府やマスコミから大きな批判を受けた。
2008年5月12日に発生した四川大地震における全国哀悼日期間中、モノクロを基調としたデザインに変更された。また、5月19日には全国一斉に黙祷を捧げたので、その瞬間のユニークアクセス数が10分の1になった。

### 中国によるサイバー攻撃
2009年、Googleの中国内でのシェアは33%であり一定の定着を見せた一方、シェアトップの百度には大きく離されており、ビジネス的には失敗だった。これは（少なくともデビッドやアランらGoogle上層部の考えでは）、検閲が実際には百度に有利に働き、外国企業のシェア奪取を阻害する不平等な保護主義であったためである。一方、国境なき記者団ら人権団体は「Googleは中国の人権を侵害する検閲を受け入れることで巨大な中国市場で膨大な利益を得ている」といった、利益を過剰に見積もるフェイクニュースでGoogleを攻撃し、世論もこれを信じていた。
2010年1月12日に、アメリカのグーグル本社は、中華人民共和国を基点とした同国の人権活動家の Gmail アカウントなどを対象とした大規模サイバー攻撃があったことを公表し、言論の自由が脅かされていることなどを理由に今後中国共産党政府による検閲を受け入れない方針を発表、「google.cn」の閉鎖も視野に入れ同国政府との交渉を行った。

### 検索事業撤退
検閲なしの検索サービスを行うことを同国政府に求めた交渉は決裂したため、2010年3月22日に「google.cn」は検閲を行っていない同国特別行政区の香港版「google.com.hk」への自動リダイレクトとなり、2010年7月ごろからは香港版へのリンクとなった。
米グーグルは、中国への検索事業を再参入する計画が進められていたが、中国再参入を事実上凍結する事が分かった。中国への再参入を断念したわけではないという。

### 中国市場再参入への動き
2016年8月1日、Google中国は本社を清華サイエンスパークから北京融科情報センター（北京融科资讯中心）に移転した。
2016年12月8日、Googleは北京国家会議センターでGoogle Developer Day China 2016を開催し、Google Developers China（developers.google.cn）、Android Developers China（developer.android.google.cn）、Firebase China（firebase.google.cn）など、中国本土の開発者向けの開発者サイトの創設を発表した 。これはGoogleが2010年の中国市場撤退後、Google中国が再び「.cn」ドメイン名を使用する初めての機会となった。
2017年8月31日、Google中国はTensorFlow中国向け事業（tensorflow.google.cn）を発表した。
2017年5月、Google中国は中国政府・中国囲棋協会と「The Future of Go Summit」（フューチャーGO（碁）サミット、中国語：中国乌镇围棋峰会）を開催した。
2017年12月13日、Google中国は上海でGoogle Developer Day China 2017を開催し、科学者のフェイフェイ・リとジア・リ（Li Jia）博士が率いるGoogle AI中国センター（谷歌AI中国中心）の設立を発表した.。
2020年8月14日、香港の国家安全維持法が制定されたことを受け、Google中国は香港当局からのデータ要求に直接応じないこととし、代わりにアメリカ合衆国との相互法的援助を経由させることを表明した。

## 中国政府との関係
中華人民共和国内における、Googleの事業である「谷歌」は、当初は中国共産党政府による検閲に協力し、中国政府の主張に相反するウェブサイトは表示されなかったため、アメリカ合衆国議会による公聴会で批判されていた。